# To żadna tajemnica
To żadna tajemnica (jap. ミステリと言う勿れ Misuteri to iu nakare) – manga autorstwa Yumi Tamury, publikowana na łamach magazynu „Gekkan Flowers” wydawnictwa Shōgakukan od listopada 2017. Na jej podstawie powstała TV drama, która była emitowana na antenie Fuji TV od stycznia do marca 2022. We wrześniu 2023 premierę miał również film live action.
Do stycznia 2023 manga rozeszła się w nakładzie ponad 18 milionów egzemplarzy. W 2022 roku seria zdobyła 67. nagrodę Shōgakukan Manga w kategorii ogólnej.
W Polsce prawa do dystrybucji mangi zakupiło Studio JG.

## Fabuła
Pewnego zimowego dnia student uniwersytetu Totonō Kunō zostaje zabrany na posterunek policji, aby zostać przesłuchanym przez detektywów z komisariatu Ohinari, którzy odwiedzili jego mieszkanie w związku z morderstwem Sagae, studenta tej samej uczelni. Mówi się, że widziano Sagae kłócącego się z kimś wyglądającym jak Kunō około 22:00 zeszłej nocy. Kunō kategorycznie zaprzecza popełnieniu przestępstwa i rozpoczyna śledztwo w sprawie inspektora Yabu i jego przyjaciół.

## Obsada
Opracowano na podstawie źródła.
- Masaki Suda jako Totonō Kunō
- Nanoka Hara jako Shioji Kariatsumari
- Kō Shibasaki jako Yura Akamine
- Kōhei Matsushita jako Asaharu Rumazaka
- Keita Machida jako Rikinosuke Kariatsumari
- Riku Hagiwara jako Neo Hahakabe

## Manga
Początkowo manga została opublikowane 28 listopada 2016 jako one-shot w magazynie „Gekkan Flowers”. Jako seria zaczęła ukazywać się w tym samym magazynie 28 listopada 2017. Wydawnictwo Shōgakukan zebrało jej rozdziały w pojedyncze tankōbony, których pierwszy tom ukazał się 10 stycznia 2018. Według stanu na 10 marca 2025, do tej pory wydano 15 tomów.
W Polsce mangę w edycji 2w1 wydaje Studio JG.
| Nr | Język japoński       | Język japoński         | Język polski     | Język polski           |
| Nr | Data wydania         | ISBN                   | Data wydania     | ISBN                   |
| -- | -------------------- | ---------------------- | ---------------- | ---------------------- |
| 1  | 10 stycznia 2018     | ISBN 978-4-09-870029-5 | 8 listopada 2024 | ISBN 978-83-8257-577-4 |
| 2  | 10 maja 2018         | ISBN 978-4-09-870120-9 | 8 listopada 2024 | ISBN 978-83-8257-577-4 |
| 3  | 10 października 2018 | ISBN 978-4-09-870204-6 | 7 marca 2025     | ISBN 978-83-8257-664-1 |
| 4  | 8 lutego 2019        | ISBN 978-4-09-870406-4 | 7 marca 2025     | ISBN 978-83-8257-664-1 |
| 5  | 10 września 2019     | ISBN 978-4-09-870542-9 | 4 lipca 2025     | ISBN 978-83-8257-764-8 |
| 6  | 10 lutego 2020       | ISBN 978-4-09-870861-1 | 4 lipca 2025     | ISBN 978-83-8257-764-8 |
| 7  | 10 września 2020     | ISBN 978-4-09-871103-1 | —                |                        |
| 8  | 10 marca 2021        | ISBN 978-4-09-871277-9 | —                |                        |
| 9  | 9 lipca 2021         | ISBN 978-4-09-871400-1 | —                |                        |
| 10 | 10 grudnia 2021      | ISBN 978-4-09-871497-1 | —                |                        |
| 11 | 10 czerwca 2022      | ISBN 978-4-09-871690-6 | —                |                        |
| 12 | 10 stycznia 2023     | ISBN 978-4-09-871884-9 | —                |                        |
| 13 | 8 września 2023      | ISBN 978-4-09-872214-3 | —                |                        |
| 14 | 10 czerwca 2024      | ISBN 978-4-09-872672-1 | —                |                        |
| 15 | 10 marca 2025        | ISBN 978-4-09-872897-8 | —                |                        |

## TV drama
W czerwcu 2021 ogłoszono, że manga zostanie zaadaptowana na TV dramę z Masakim Sudą w roli Totonō Kunō. Serial był emitowany na antenie Fuji TV od 10 stycznia do 28 marca 2022. Za reżyserię odpowiadał Hiroaki Matsuyama, scenariuszem zajęła się Tomoko Aizawa, a muzykę skomponował Ken Arai. Piosenkę przewodnią serialu, zatytułowaną „Chameleon” (jap. カメレオン Kamereon), wykonało King Gnu.

## Film live action
W listopadzie 2022 stacja Fuji TV ogłosiła, że powstaje adaptacja w postaci filmu live action, w której ponownie wystąpił Suda jako Totonō Kunō. Za reżyserię, scenariusz i muzykę po raz kolejny odpowiadać będą odpowiednio Matsuyama, Aizawa i Arai. Premiera filmu odbyła się 15 września 2023. Produkcja ma zostać również zaprezentowana na 28. Międzynarodowym Festiwalu Filmowym Fantasia 26 lipca 2024.

## Odbiór
W lipcu 2021 manga liczyła ponad 9 milionów egzemplarzy w obiegu, w grudniu 2021 liczba ta wzrosła do 13 milionów egzemplarzy, w czerwcu 2022 wynosiła już 16 milionów egzemplarzy, a w styczniu 2023 ponad 18 milionów.
W poradniku Kono manga ga sugoi! (edycja 2019 roku) seria została uznana za najlepszą w kategorii dla kobiet. W tym samym roku była nominowana do 12. nagrody Manga Taishō i zajęła drugie miejsce z 78 punktami; w 2020 roku została nominowana ponownie, zajmując szóste miejsce z 54 punktami. W 2022 roku, wraz z Nigatsu no shōsha, seria zdobyła 67. nagrodę Shōgakukan Manga w kategorii ogólnej. Manga została także nominowana do 44. nagrody Kōdansha Manga w kategorii ogólnej w 2020 roku, oraz do 26. nagrody kulturalnej im. Osamu Tezuki w 2022 roku.